# Camalaú
Camalaú är en kommun i Brasilien.   Den ligger i delstaten Paraíba, i den östra delen av landet, 1 500 km nordost om huvudstaden Brasília. Antalet invånare är 5 749.
Omgivningarna runt Camalaú är huvudsakligen savann. Runt Camalaú är det glesbefolkat, med 8 invånare per kvadratkilometer.